# جيني هاريسون
جيني هاريسون (بالإنجليزية: Jenny Harrison)‏ هي رياضياتية أمريكية، ولدت في 1949 في أتلانتا في الولايات المتحدة.